# Sint-Clemenskerk (Amrum)
De lutherse Sint-Clemenskerk (Duits: St.-Clemens-Kirche) in Nebel op het Noord-Friese Waddeneiland Amrum (Sleeswijk-Holstein) is de grootste kerk op het eiland.

## Geschiedenis

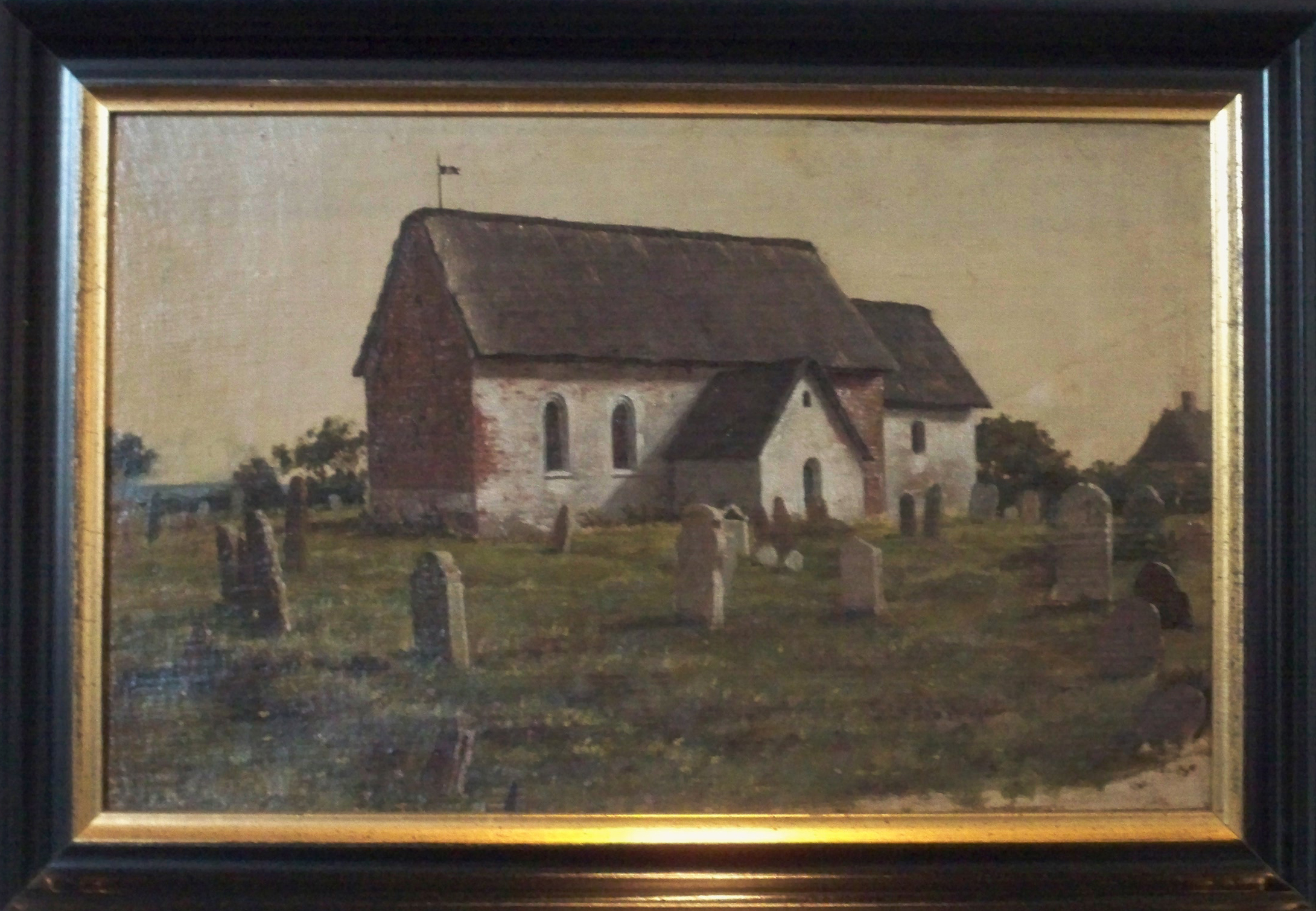
De Clemenskerk in 1859 op een schilderij van Carl Ludwig Jessen

Vermoedelijk werd de  kerk tussen 1230 en 1240 gebouwd. Destijds konden de bewoners van de beide eilanddorpen Norddorf en Süddorf het niet eens worden in welk dorp de nieuwe kerk zou worden gebouwd. Als oplossing werd besloten dat de bouw plaatsvond tussen beide dorpen, zij het dichter bij Süddorf. Oorspronkelijk werd het kerkgebouw van hout gebouwd, vermoedelijk als een filiaalkerk van de Sint-Johanneskerk in Nieblum op het eiland Föhr. Later werd een romaanse met riet gedekte zaalkerk van bak- en veldsteen gebouwd. De kerk had toen nog geen toren.
Rond de nieuwe kerk ontwikkelde zich het dorp Nebel (Nederlands: nieuw dorp) tot het grootste dorp van het eiland. Het 50-jarige priesterjubileum van Tycho Frudson leidde tot de bouw van de kansel en het klankbord (1623). Na de Tweede Grote Mandrenke werd het vleugelaltaar geschonken uit dankbaarheid dat het eiland de vloed goed doorstond.   
Nog voor 1700 werd een westelijke galerij ingebouwd, later gevolgd door een noordelijke galerij. De 36 meter hoge met koperplaat bedekte toren werd pas in 1908 toegevoegd. 
Renovaties van de kerk vonden er in 1936 en 1957-1960 plaats. Tijdens de laatste restauratie werd een lage koorboog ingebouwd. In 1984 volgde de renovatie van de toren.

## Architectuur
De eenschepige kerk is deels met veldstenen en deels met bakstenen gebouwd. De kerk heeft een vlak balkenplafond en is oostelijk georiënteerd, circa 200 meter van de oostelijke kuststreek verwijderd. De toren met een geïntegreerd staat op de westelijke zijde. De aanbouw op de zuidelijke zijde werd als lijkenhuis van het eiland gebruikt. Op de noordelijke bevindt zich een kleinere aanbouw, waardoor men vroeger de kerk inging. De zuidelijke muur kent grote rondboogvensters, terwijl de vensters in de noordelijke muur bij de bouw van de noordelijke galerij werden verkleind. Behalve de toren is het dak van de kerk met riet gedekt.

## Inrichting
De kerk herbergt een rijkdom aan kunstschatten.
- Hiertoe behoort een houten, vroeggotische beeldengroep aan de zuidelijke muur. Men zegt dat de beelden bij een stormvloed op Amrum aanspoelden.

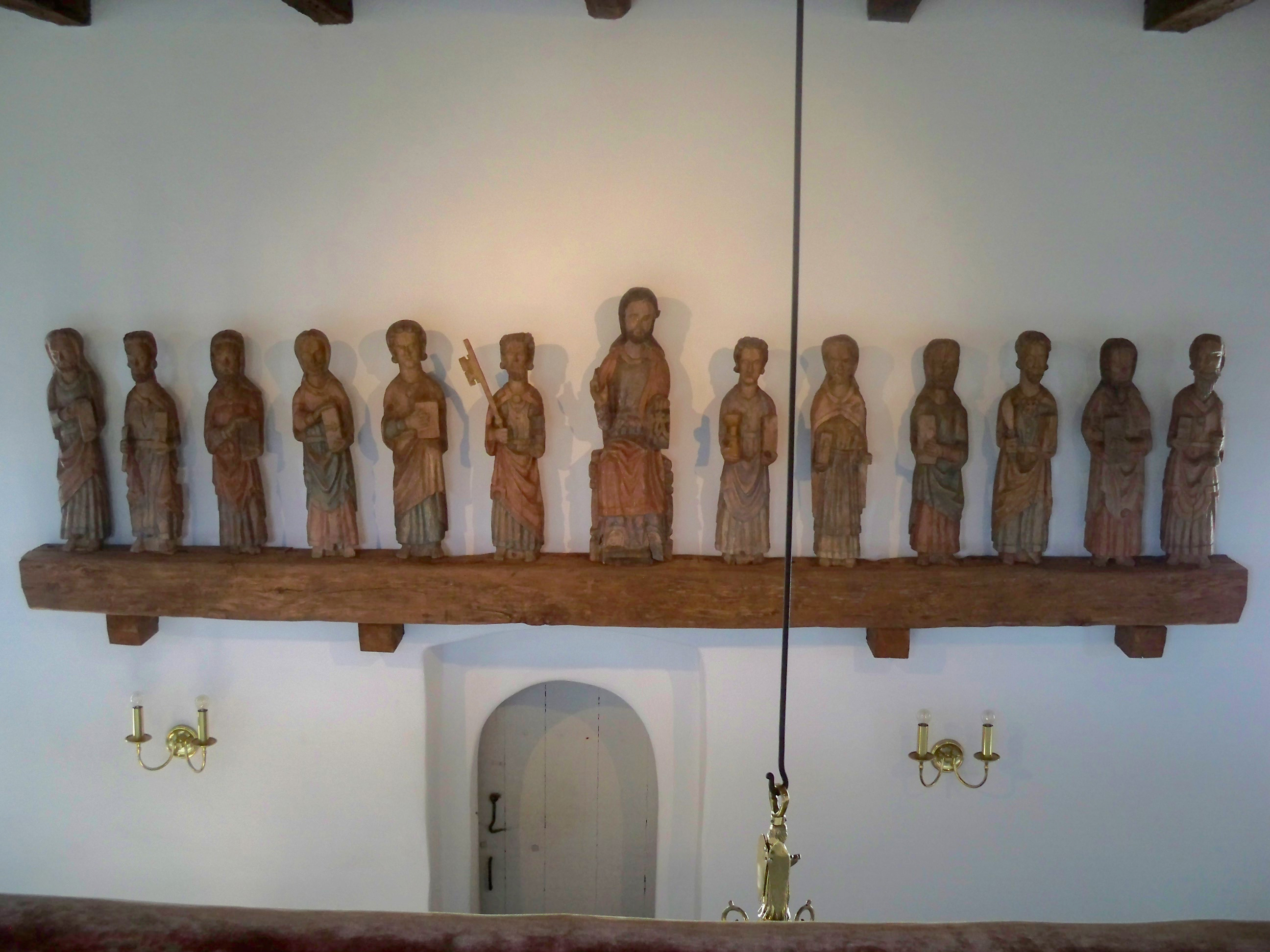
Het "Hemels Avondmaal"
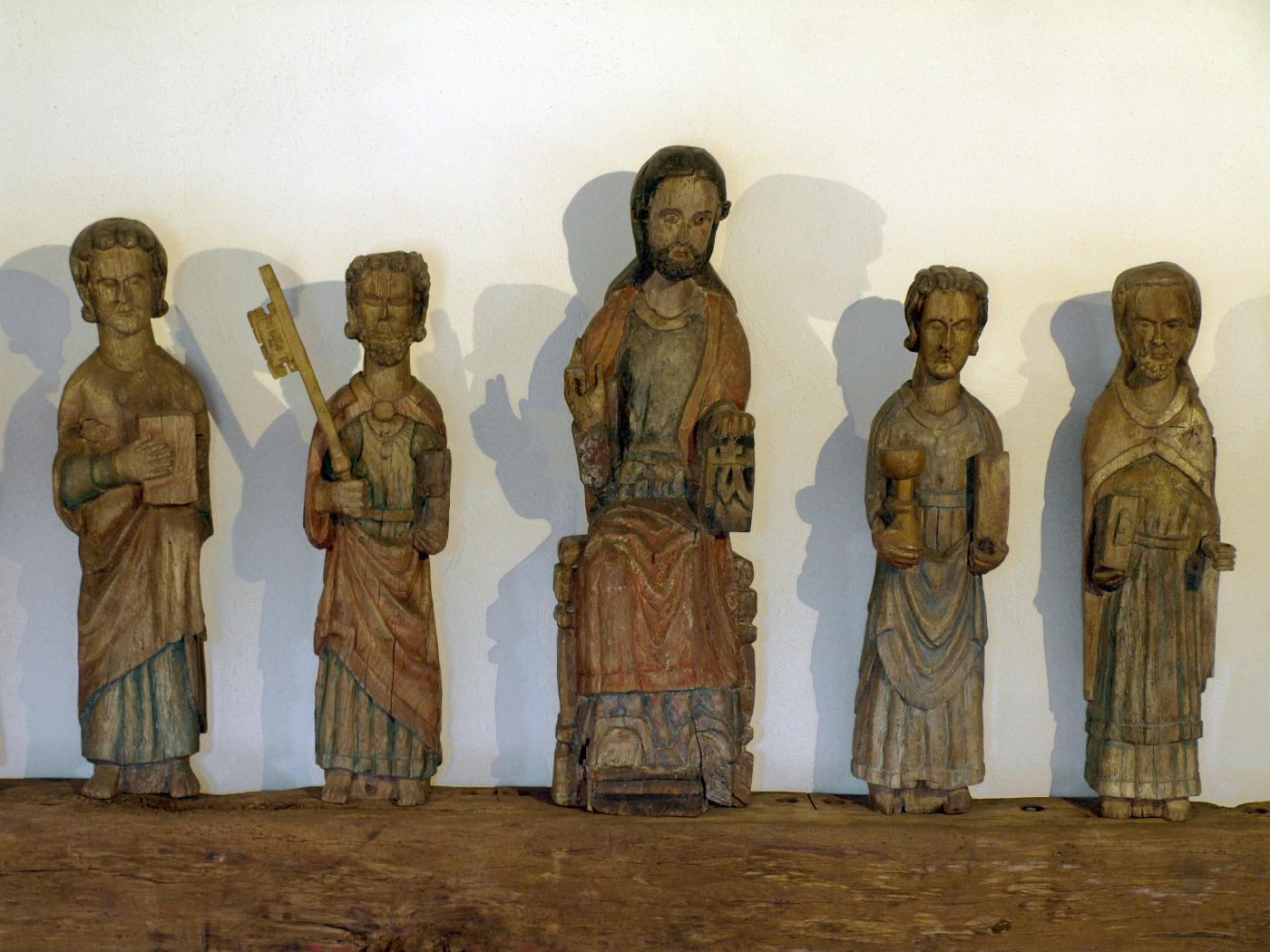
Christus en de middelste apostelen
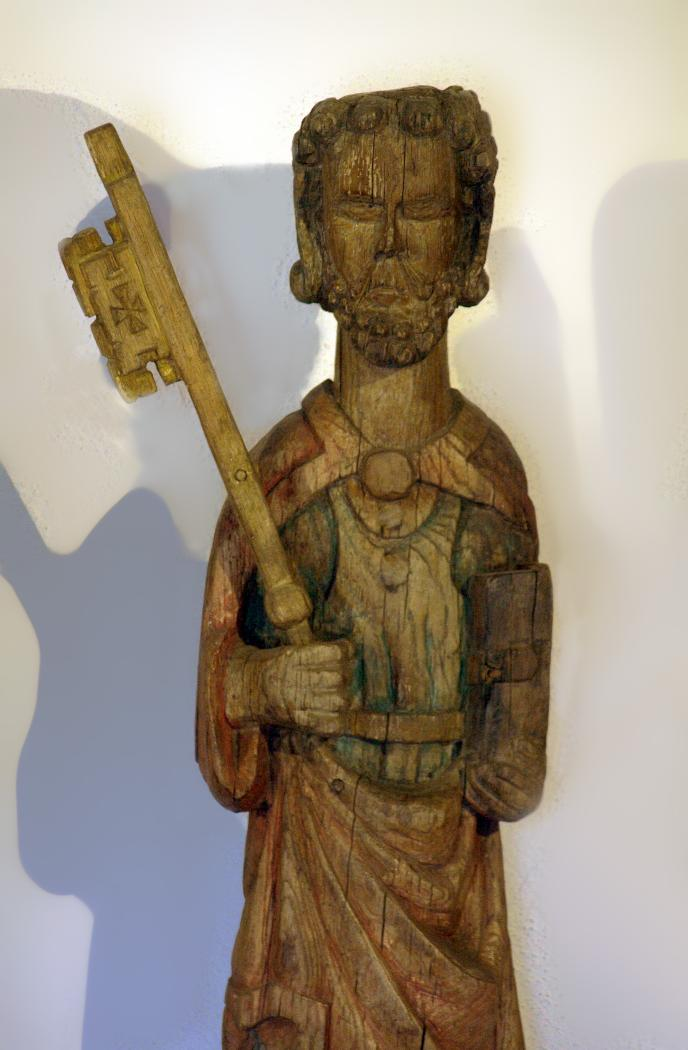
Petrus

- Het kelkvormige doopvont is nog romaans en wordt op dezelfde leeftijd als de kerk geschat.
- Het huidige altaar werd ni 1936 van rode steen in kloosterformaat gebouwd. Een oude grafzerk diende als afdekking. Het voormalige altaar moest in 1886 door de installatie van een orgel wijken. De driedelige altaaropzet stamt uit 1634. Het betreft een werk van de late renaissance en toont in maniëristische stijl in het midden het Laatste Avondmaal en op de vleugels de vier evangelisten. In de geveldriehoek boven het altaar worden God de Vader en de duif als symbool voor de Heilige Geest voorgesteld. Op de achterzijde van de vleugels bevinden zich de woorden van het Onze Vader en de woorden der inzetting van het Avondmaal.

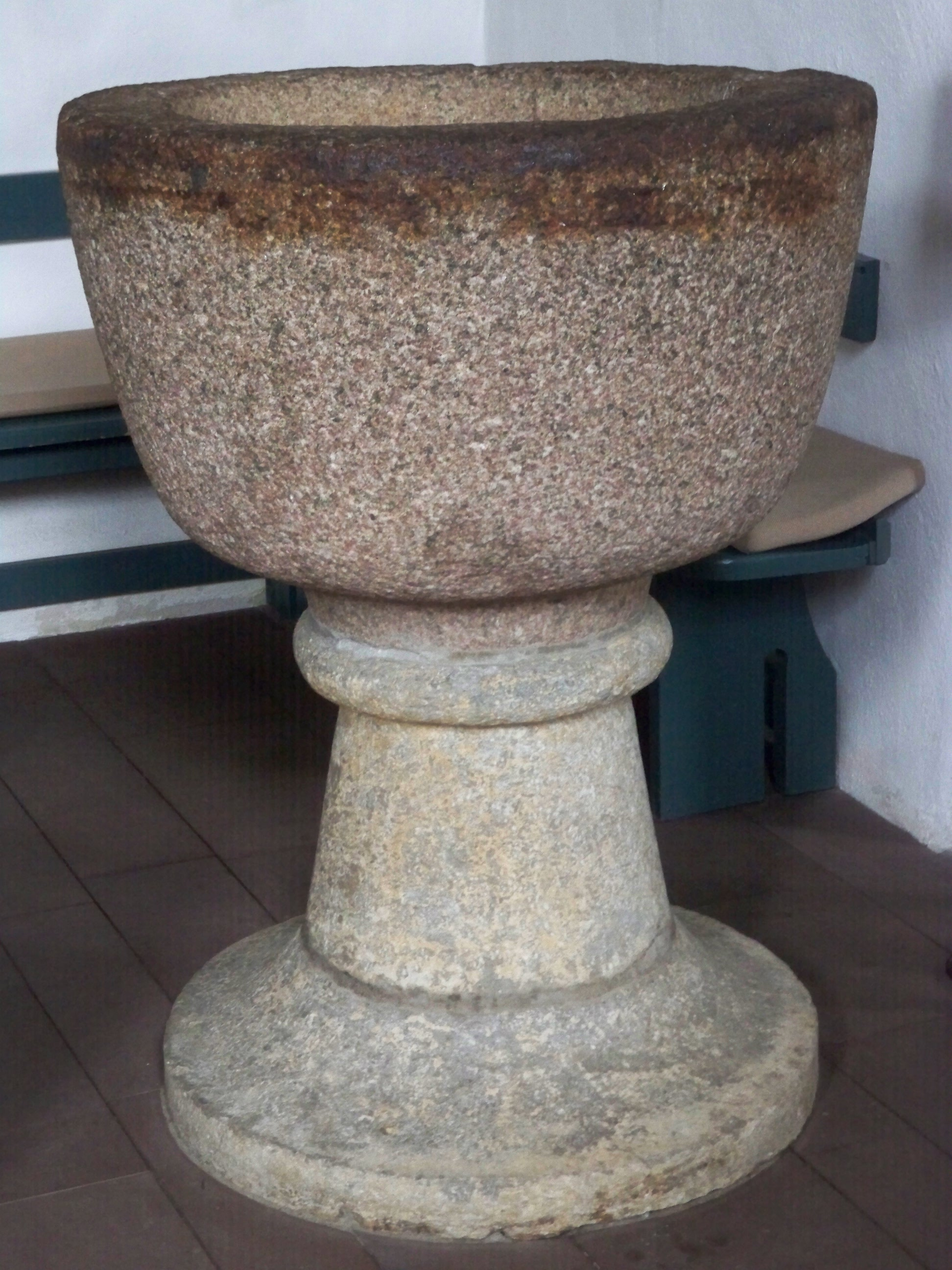
Doopvont
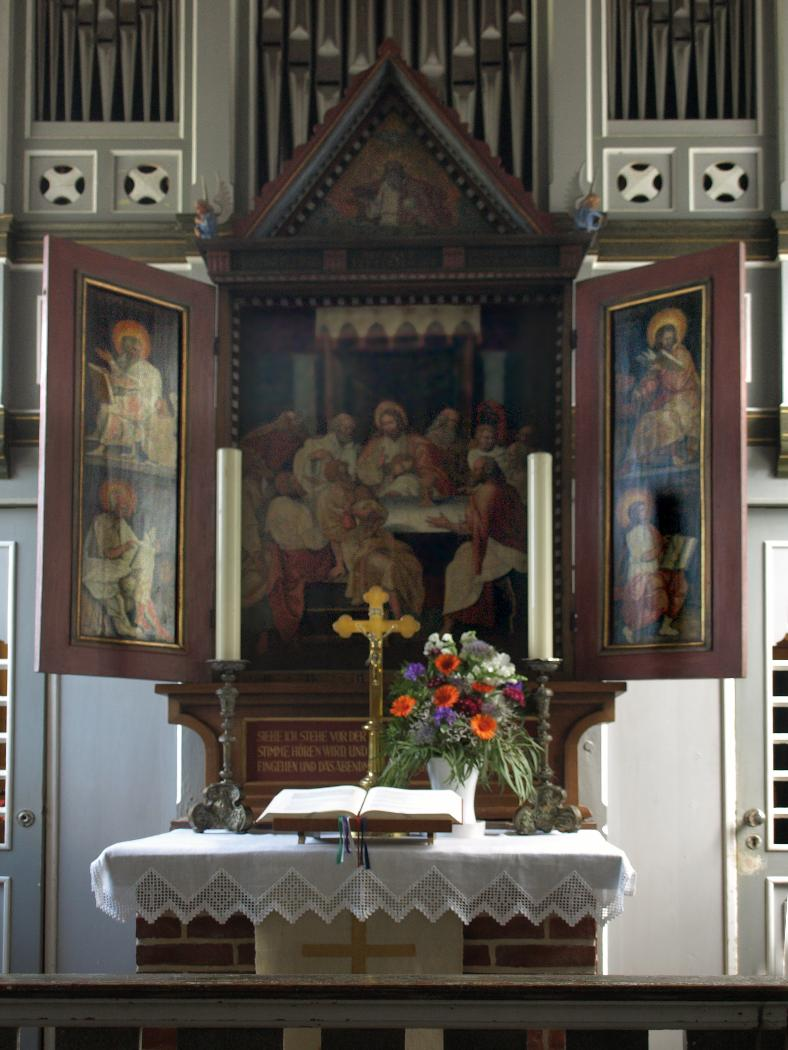
Altaar met opzet uit 1634
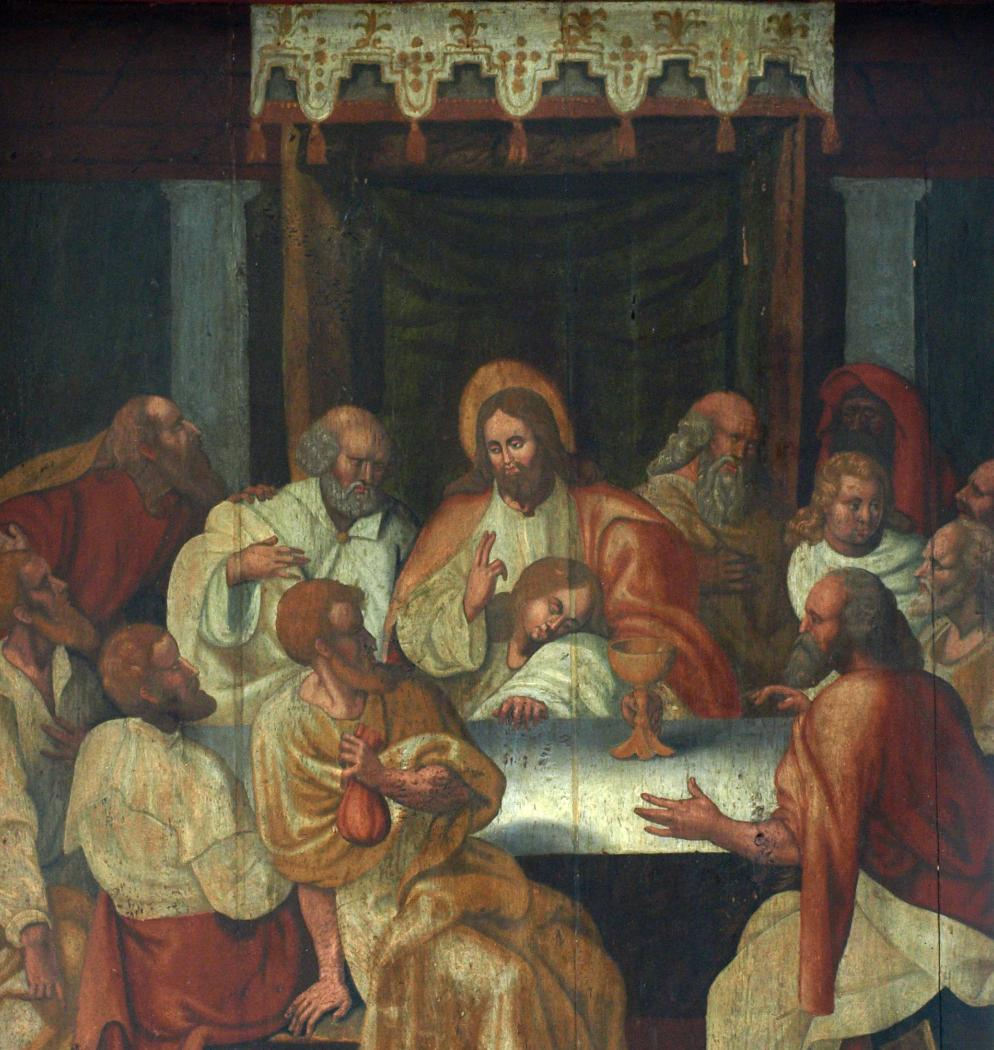
Het Laatste Avondmaal

- Aan de zuidelijke muur hangt een crucifix met een laatgotisch corpus uit 1480. Het kruis zelf stamt uit de 20e eeuw.
- De vrijstaande sacramentskast uit de 15e eeuw heeft twee deuren, de binnenkant van de bovenste deur bezit een in laatgotische stijl geschilderde Man van Smarten.

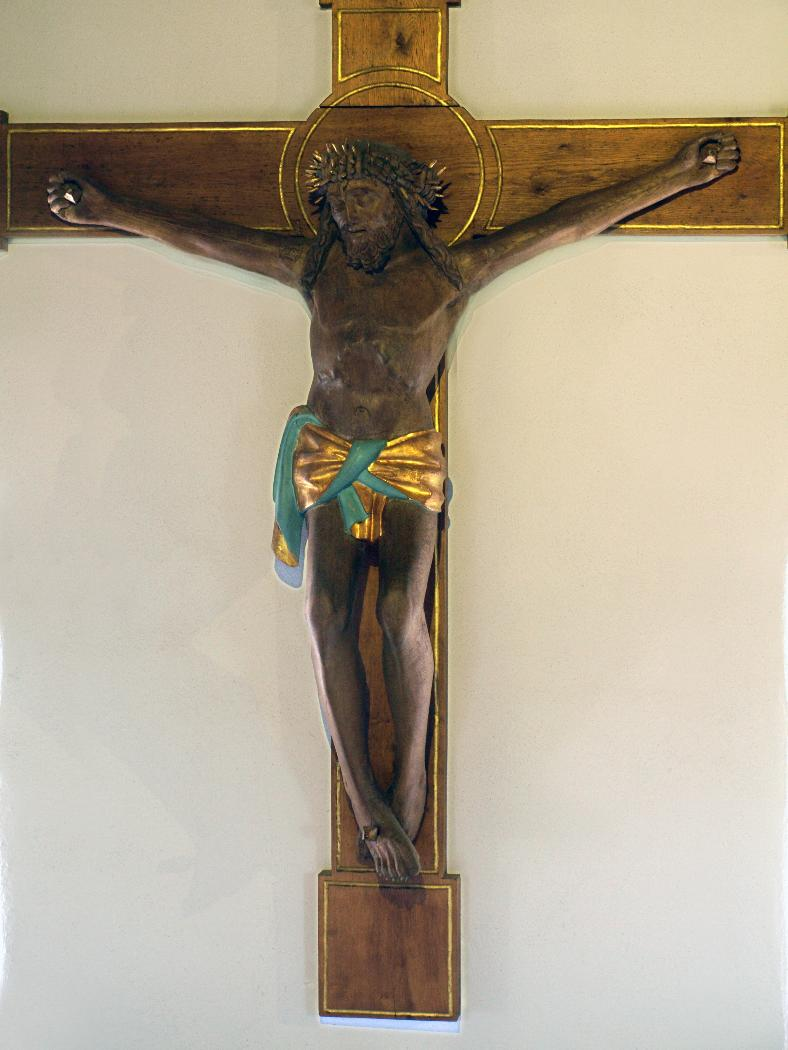
Crucifix met laatgotische corpus
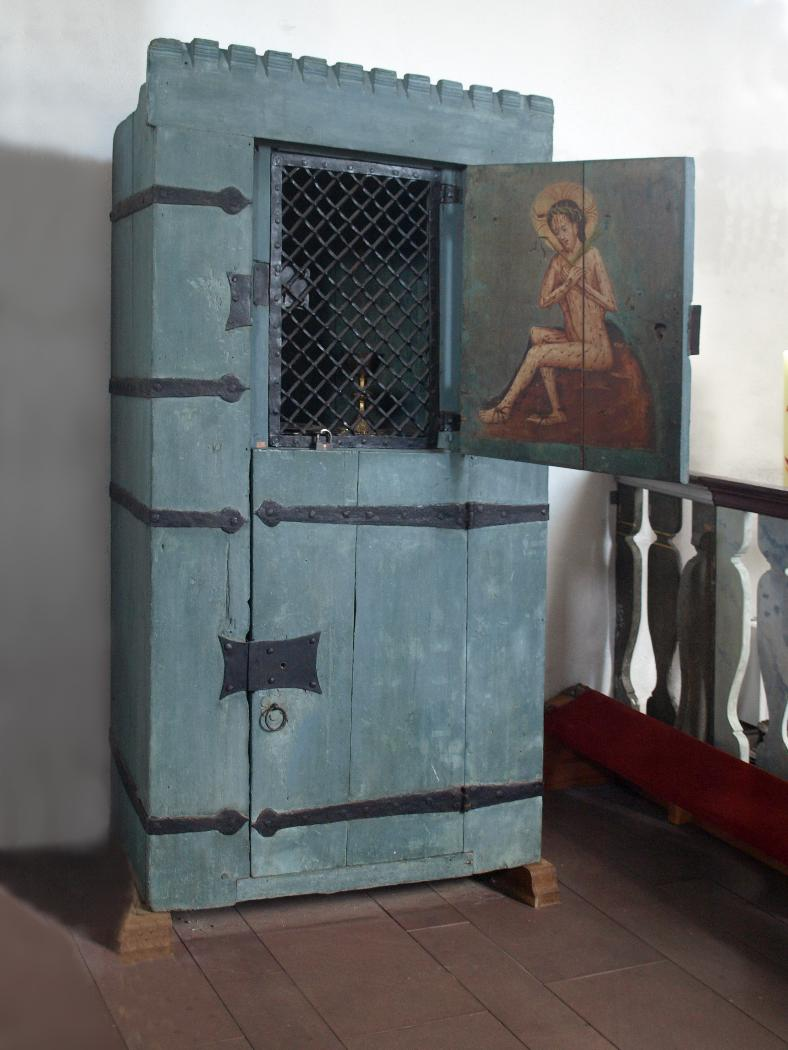
Sacramentskast
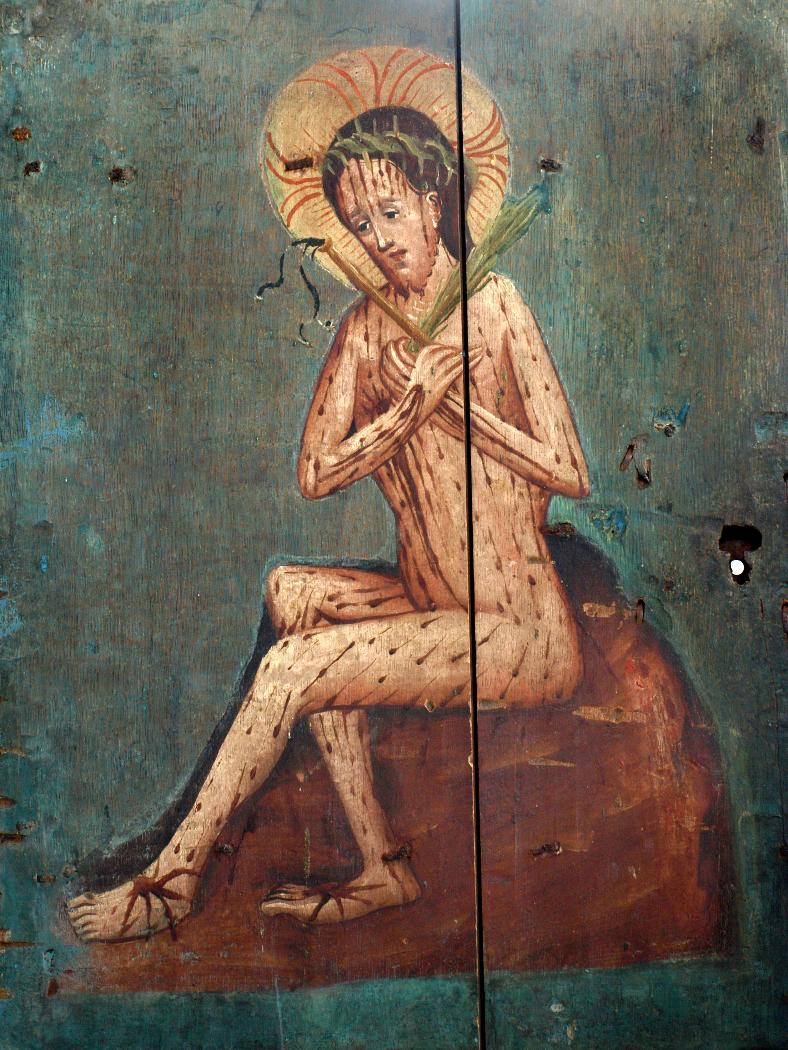
Schilderij Man van Smarten op de binnenste deur van de kast.

- De kansel stamt uit de tijd van de renaissance en werd in 1623 van dennenhout vervaardigd, het vijfzijdige klankbord stamt uit 1662,
- De galerijen zijn met 17e-eeuwse schilderijen van Christus en de twaalf apostelen versierd.
- Twee messing kroonluchters dateren van 1671 en 1685.
- Het luiden van de klok wordt nog altijd met de hand gedaan.
- Het orgel staat in de vorm van een altaarorgel op een galerij achter het altaar en werd in 1981 door de firma Becker gebouwd. Het instrument bezit 18 registers, verdeeld over twee manualen en pedaal, en verving een ouder orgel van Marcussen. Lastig voor de akoestiek vormt de lage koorboog, die het altaar van het kerkschip scheidt.[1]

## Kerkhoven
Om de kerk bevindt zich een van de drie kerkhoven die het eiland rijk is. In de noordwesthoek van het kerkhof staan circa 150 grafstenen uit de tijd 1670-1830. Het zijn zogenaamde sprekende stenen, soms van zandsteen dan weer van graniet. De stenen dragen verhalen over het leven van de overledenen en zijn vaak rijk versierd met schepen of weelderige ornamentiek. Een voorbeeld is het grafteken van Hark Olufs. Circa 90 van deze stenen vallen onder monumentenzorg. Sommige grafstenen werden in de kerkhofmuur ingemetseld.
In 1935 werd een nieuw kerkhof ten noorden van Nebel aangelegd. Sinds 2013 bevindt zich daar ook het monument voor de gevallenen in de beide wereldoorlogen.  
Tegenover de molen van Nebel bevindt zich nog een kerkhof waar men niet-identificeerbare verdronkenen begraaft. Het kerkhof werd in 1905 aangelegd, waarvoor een kapitein van het eiland op vrijwillige basis een stuk grond afstond. De meeste graven dateren uit het begin van de 20e eeuw, het laatste uit 1969. Sindsdien werden alle gevonden drenkelingen dankzij betere technieken geïdentificeerd. Alle graven bezitten een eenvoudig houten kruis met daarop de datum van de vondst. Achter de ingang staat een kei uit de oude westelijke muur van de Clemenskerk met de tekst Freuet euch, daß eure Namen im Himmel geschrieben sind.

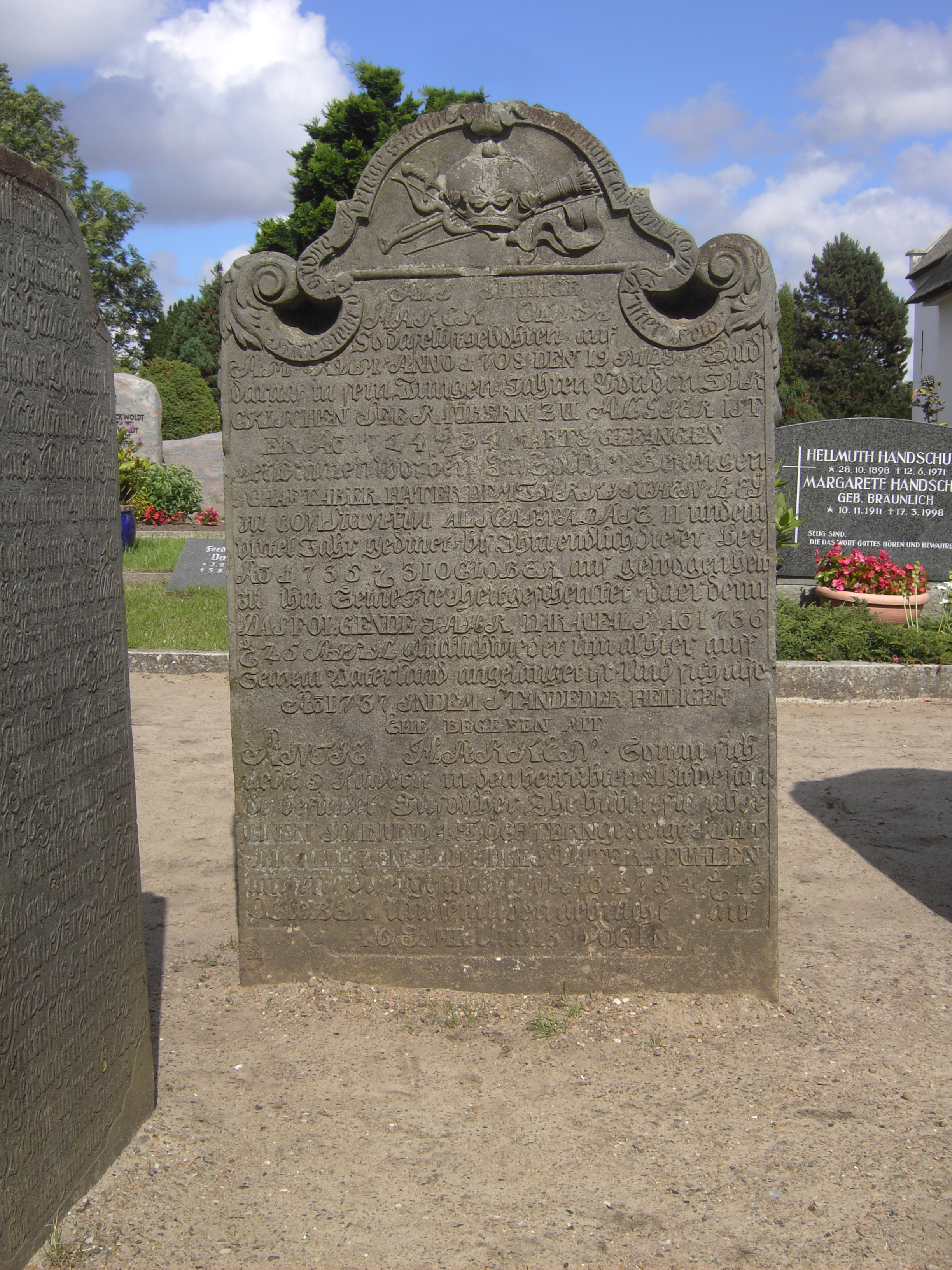
Grafsteen van de zeevaarder Hark Olufs, vóór de restauratie
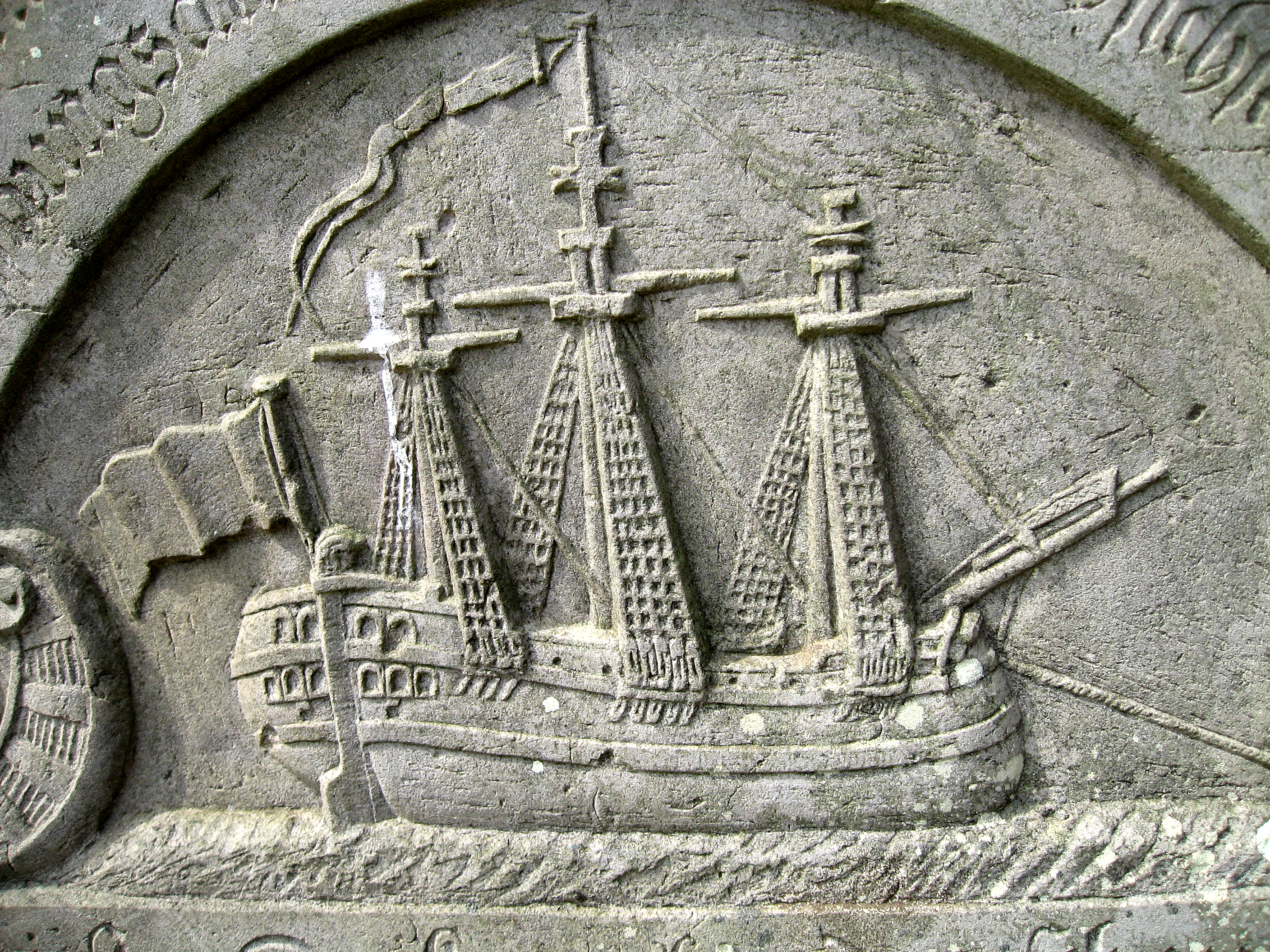
Graf van een zeeman, detail
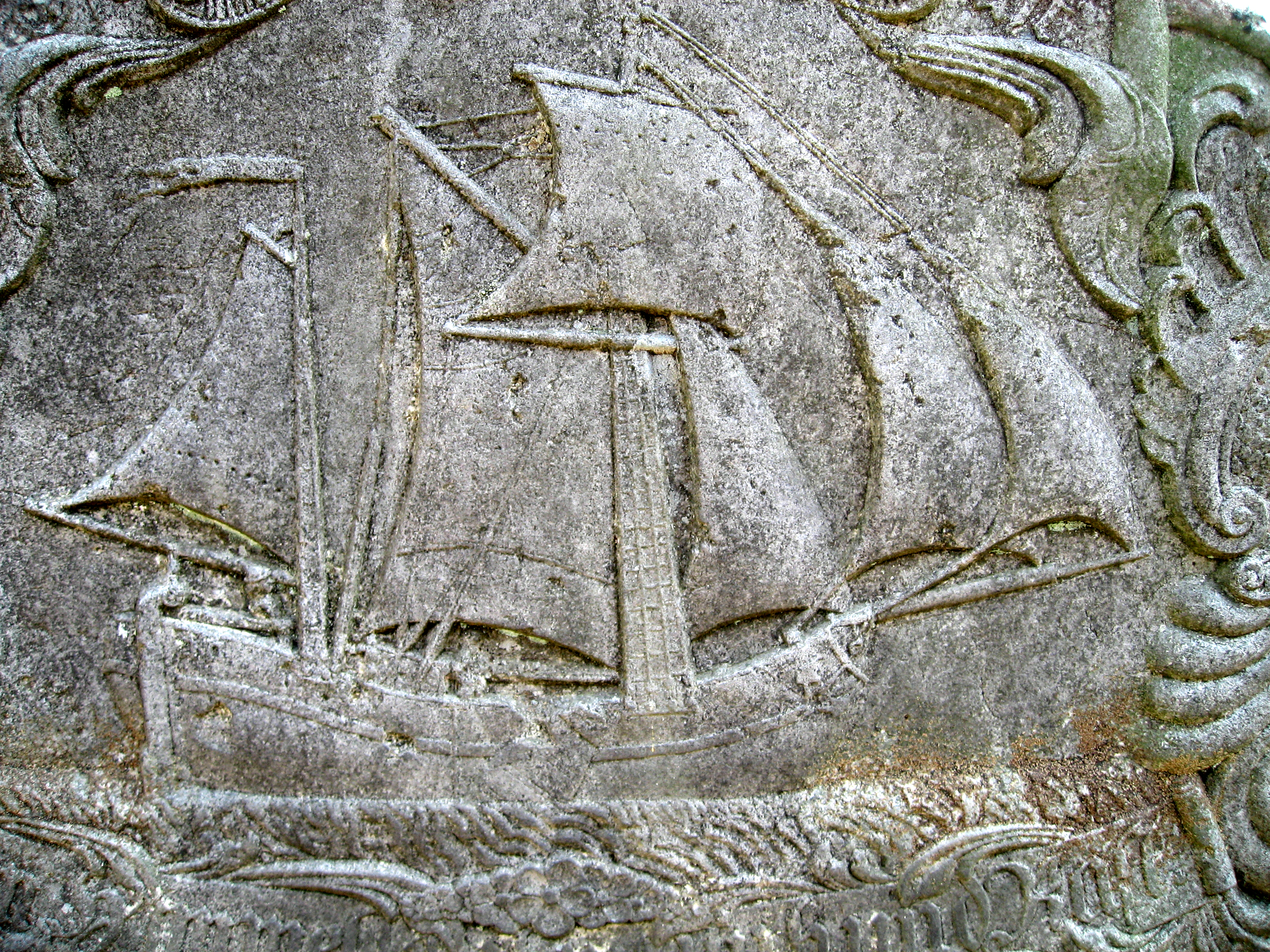
Graf van een zeeman, Detail
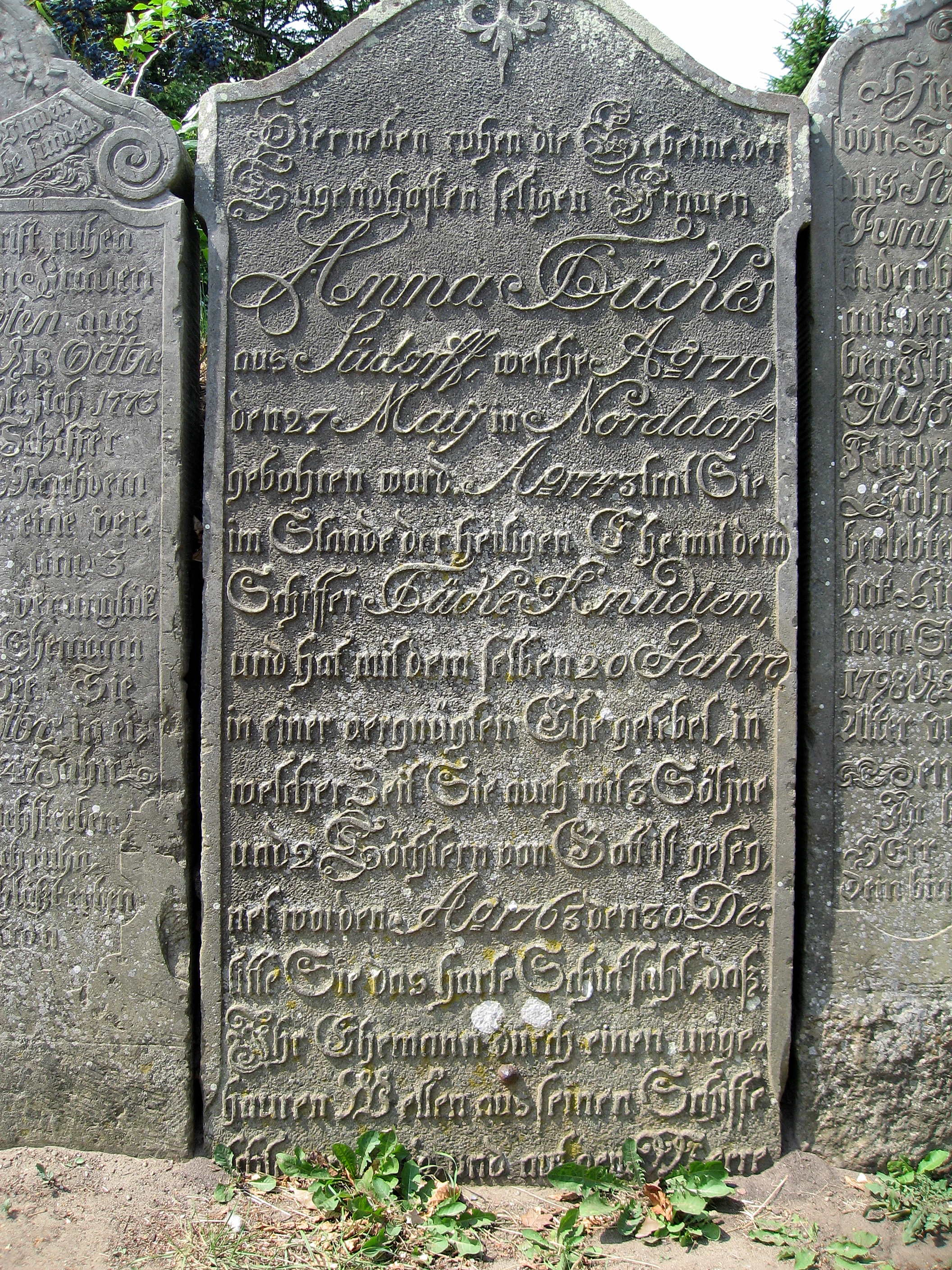
Graf van een zeevaardersweduwe